# Ponte Karamagara
Il ponte Karamagara (in turco Karamağara Köprüsü, "Ponte della Grotta Nera") è un ponte bizantino o di epoca tardo-romana che si trova nell'antica regione della Cappadocia nella Turchia orientale; si tratta forse del più antico ponte ad arco a sesto acuto conosciuto.
Il ponte, insieme a gran parte della valle di Arapgir Çayı, è stato sommerso in seguito alla costruzione della diga di Keban nel 1975, in seguito della quale il livello dell'acqua dell'Eufrate e dei suoi affluenti è aumentato drammaticamente.

## Localizzazione e condizione corrente
L'arco singolo di 17 m si estende tra le scogliere della gola rocciosa dell'Arapgir Çayı, un affluente del fiume Eufrate.
La struttura apparteneva alla strada romana per Melitene ed era scolpita nella roccia in prossimità del ponte su entrambe le sponde del fiume. Il suo nome Karamağara ("grotta nera") si rifà probabilmente ad una caverna scavata e successivamente allargata artificialmente. La grotta si trova sulla sponda meridionale, 75 metri sopra la struttura, e aveva la funzione di proteggere il valico. Il ponte è menzionato abbastanza frequentemente dai primi viaggiatori europei.
Il sito, insieme ad altri monumenti della regione, è stato esaminato dalla Università tecnica del Medio Oriente di Ankara prima dell'inondazione. Più a valle, presso il villaggio di Bahadın, i resti di un altro ponte romano, anch'esso sommerso in passato, potrebbero suggerire l'esistenza di un punto di attraversamento più antico.

## Arco a sesto acuto
La nervatura dell'arco a sesto acuto è stata costruita senza malta tra i cunei. Sul lato orientale a valle un'iscrizione cristiana in greco occupa la maggior parte della nervatura. Essa è rimasta quasi completamente intatta e cita quasi alla lettera il Salmo 121, versetto 8 della Bibbia. Il testo recita:
Un'analisi paleografica delle forme delle lettere greche ha permesso di stabilire la data di costruzione del ponte tra il V e il VI secolo d.C.. Il Ponte Karamagara rappresenta un raro e precoce esempio dell'uso di archi a sesto acuto sia nella costruzione di ponti durante la Tarda antichità, sia nella storia dell'architettura in generale. Infatti, la maggior parte dei ponti romani in muratura poggiavano su archi a tutto sesto, o, in quantità minore, su archi a sesto ribassato. Il ponte, insieme ad altri esempi tardo romani e sassanidi, per lo più presenti nelle antiche costruzioni di chiese in Siria e in Mesopotamia, conferma l'origine pre-islamica dell'arco a sesto acuto nell'architettura del Vicino Oriente, che fu successivamente adottato e costruito dai conquistatori musulmani. Le pietre contenenti le iscrizioni greche furono in seguito rimosse dal ponte e portate al Museo Elazığ nel 1972.